# چکاوک حبشی
چکاوک حبشی (نام علمی: Mirafra alopex) نام یک گونه از سرده جل‌ها است.